# Bowerchalke
Bowerchalke – wieś w Anglii, w hrabstwie Wiltshire. Leży 15 km na południowy zachód od miasta Salisbury i 141 km na południowy zachód od Londynu. Miejscowość liczy 378 mieszkańców.